# Francisco Juillet
Francisco R. Juillet Culán (1898, data de morte desconhecida) foi um ciclista chileno que competiu de dois Jogos Olímpicos, Paris 1924 e Amsterdã 1928.